# Bdelyrus paraensis
Bdelyrus paraensis е вид бръмбар от семейство Листороги бръмбари (Scarabaeidae).

## Разпространение
Видът е разпространен в Бразилия (Мато Гросо и Пара).